# Disostosis cleidocraneal
La disostosis cleidocraneal, también llamada displasia cleidocraneal, es una enfermedad rara de origen genético que se caracteriza por diferentes anomalías que afectan al desarrollo de los huesos, principalmente el cráneo y las clavículas, asociadas a alteraciones en el proceso de formación de los dientes. 

Los pacientes afectados suelen tener clavículas poco desarrolladas o ausentes, hipermovilidad de los hombros que pueden aproximarse fácilmente a la línea media del cuerpo, estatura baja, frente amplia con retraso en el cierre de las fontanelas y dentición anómala, con maloclusiones y retraso en la aparición de la dentición definitiva. El desarrollo mental es normal. 

La enfermedad se incluye en el grupo de trastornos conocidos como osteocondrodisplasias. La frecuencia estimada es de un caso por millón de habitantes.

## Historia
La primera descripción del síndrome se realizó en 1765. El nombre de la afección procede de los trabajos realizados por Marie y Sainton en 1897.

## Causas y herencia

La Disostosis cleidocraneal se transmite con un patrón autosómico dominante

Se hereda según un patrón autosómico dominante lo que significa que el descendiente de un progenitor afectado tiene un 50 % de probabilidades de presentar la enfermedad. La causa es una mutación en el gen RUNX2 situado en el brazo corto del cromosoma 6 humano (6p21). Este gen codifica la proteína del mismo nombre que es un factor de transcripción implicado en la formación del hueso y la diferenciación de las células formadoras de hueso u osteoblastos. Se han detectado diferentes mutaciones en dicho gen que provocan la enfermedad, la mayor parte provocan la síntesis de una proteína no funcional, algunas mutaciones causan una señal prematura de parada en el proceso de síntesis proteica ocasionando una proteína incompleta, en otros casos el gen completo se pierde.

## Clínica

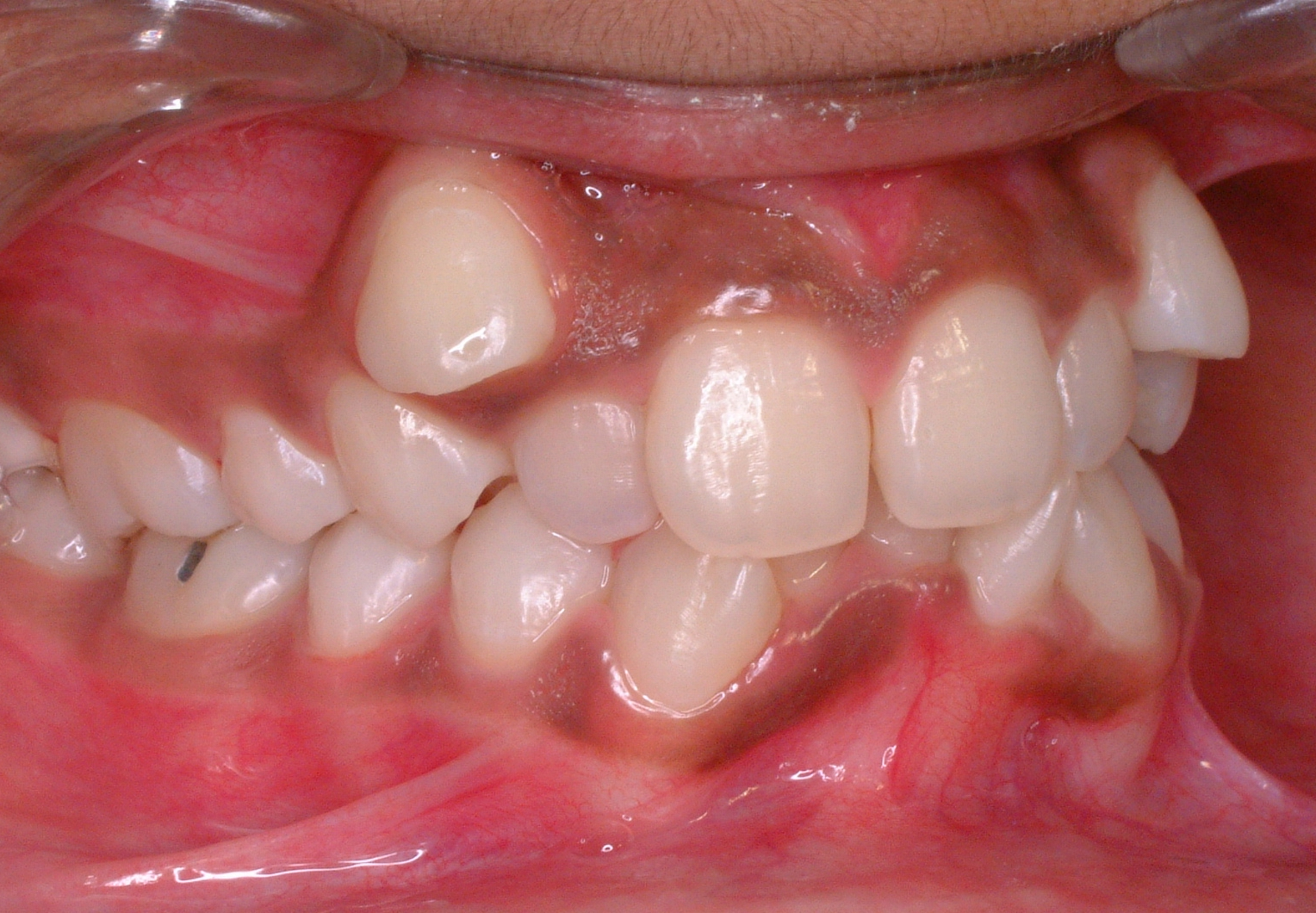
La maloclusión es uno de los síntomas más frecuentes de la disostosis cleidocraneal

El cuadro clínico es muy variable, incluso entre dos individuos portadores de la misma mutación. Generalmente existe talla baja observable desde la infancia, la estatura de adulto está por debajo de 1.50 metros en las mujeres y es inferior a 1.60 en varones. Las fontanelas del cráneo permanecen abiertas más tiempo del normal, llegando incluso a persistir en la vida adulta, se produce abombamiento en la región frontal y parietal, separación de los ojos mayor a la normal (hipertelorismo) y desarrollo incompleto del seno maxilar y el seno esfenoidal. Los hombros tienen un aspecto caído por la falta de desarrollo de las clavículas lo que hace que puedan aproximarse los dos hombros de forma anómala. Las extremidades son en general algo más cortas de lo normal, con dedos de longitud no simétrica. En la cavidad oral suelen existir diferentes anomalías que afectan a los dientes, entre ellas maloclusiones, dientes supernumerarios mal implantados y retraso en la dentadura definitiva, también alteraciones de las encías, paladar ojival con fisura palatina y caries de aparición precoz por anomalías en la formación del esmalte dental.

## Diagnóstico
Es posible realizar el diagnóstico prenatal, para ello es necesario detectar previamente a embarazadas de riesgo y conocer la mutación familiar concreta. El diagnóstico diferencial se establece con otras enfermedades que pueden provocar síntomas similares son el síndrome de Crane-Heise, la picnodisostosis, el síndrome de Yunis-Varon y la hipofosfatasia. La picnodisostosis coincide en las malformaciones del cráneo, estatura baja y alteraciones dentales, pero se asocia a fragilidad de los huesos y está provocada por una deficiencia de catepsina K.

## Tratamiento
El pronóstico es en general bueno en relación con las expectativas de vida, muchos casos son leves y presentan poca sintomatología. No existe tratamiento curativo de la afección, las medidas terapéuticas se basan en la corrección quirúrgica u ortopédica de las anomalías y medidas de rehabilitación. El tratamiento por logopedas es útil para mejorar el lenguaje cuando la pronunciación está afectada. Si las fontanelas permanecen abiertas en la vida adulta se recomienda tratamiento quirúrgico para evitar lesiones intracraneales por traumatismos menores. El tratamiento por odontólogos y ortodoncistas es muy importante para aminorar los efectos de la enfermedad sobre la dentición. Es fundamental el asesoramiento genético pues los pacientes afectados tienen un 50 % de probabilidades de transmitir la enfermedad a cada uno de sus descendientes.